# Аленвил (Ер и Лоар)
Аленвил (фр. Allainville) насеље је и општина у централној Француској у региону Центар (регион), у департману Ер и Лоар која припада префектури Дре.
По подацима из 2011. године у општини је живело 141 становника, а густина насељености је износила 26,7 становника/km². Општина се простире на површини од 5,28 km². Налази се на средњој надморској висини од 136 метара (максималној 147 m, а минималној 118 m).

## Демографија
| 1962. | 1968. | 1975. | 1982. | 1990. | 1999. | 2011. |
| ----- | ----- | ----- | ----- | ----- | ----- | ----- |
| 34    | 42    | 35    | 82    | 124   | 120   | 141   |

График промене броја становника у току последњих година